# Germain Morin
Germain Morin (ur. 3 listopada 1861 w Caen, zm. 12 lutego 1946 w Orselinie) – belgijski benedyktyn, członek opactwa w Maredsous należącego do kongregacji Beuron, uczony zajmującym się historią i patrologią, szczególnie wydaniami krytycznymi dzieł Ojców Kościoła. W Polsce wydano przed wojną jego książkę „Ideał monastyczny a życie pierwszych chrześcijan” w tłumaczeniu ks. Jana Korzonkiewicza.

## Publikacje

### Artykuły i książki
- La sputation, rite baptismal de l'Église de Milan au IV' siècle, w „Revue bénédictine” 16 (1899), s.414n
- Un travail inédit de S. Césare, les capitula sanctorum patrum sur la grâce et le libre arbitre, w: „Revue bénédictine” 21 (1904), s. 237n.
- Études, textes, découvertes : contributions a la littérature et a l'histoire des douze premiers siècles, Opactwo Maredsous w Belgii, 1913.
- Pour une future édition des opuscules de saint Quodvultdeus, évêque de Carthage au Ve siecle w: „Revue bénédictine” 39 (1914), s. 156-162.
- L'idéal monastique et la vie Chrétienne des premiers jours, Paryż, 1921.

### Dzieła św. Hieronima
- Sancti Hieronymi presbyteri qui deperditi hactenus putabantur Commentarioli in Psalmos, edidit, commentario critico instruxit, prolegomena et indices adiecit D. Germanus Morin, Oxford, 1895-1903.
- S. Hieronymi presbyteri opera:
  - Pars 1, Opera exegetica 1: Hebraicae quaestiones in libros Geneseos ; Liber interpretationis hebraicorum nominum ; Commentarioli in psalmos ; Commentarius in Ecclesiasten, cura et studio Pauli de Lagarde, Germani Morin, Marci Adriaen. CCL 72, Turnholti : Brepols, 1959.
  - Pars 2, Opera homiletica: Tractus sive homiliae in psalmos, In Marci evangelium atque varia argumenta, edidit Germanus Morin, CCL 78	Turnholti, Brepols, 1958.
- Jérôme, Homélies sur Marc, SCh 494; tekst łac. Germain Morin, wstęp, przekł. francuski i przypisy Jean-Louis Gourdain. Paryż, 2005.

### Dzieła Augustyna z Hippony
- Sancti Augustini sermones post Maurinos reperti, probate dumtaxat auctoritatis : nunc primum disquisti in unam collecti et codicum fide instaurati / studio ac diligentia D. Germani Morin, Miscellanea Agostiniana 1, Rzym 1930, s. 845.

### Dzieła Cezarego z Arles
- Sancti Caesarii Arelatensis sermones, nunc primum in unum collecti et ad leges artis criticae ex innumeris MSS. recogniti. CCL 103-104, Turnholti, Brepols, 1953.
- Césaire d'Arles, Sermons sur l'Écriture. T. 1, Sermons 81-105, SCh, 447, tekst krytyczny G. Morin ; wprowadzenie przekład franc. i przypisy Joël Courreau, Paryż 2000.